# Aéroport international Gustavo Rojas Pinilla
L'aéroport international Gustavo Rojas Pinilla (code IATA : ADZ • code OACI : SKSP) est un aéroport international situé dans la municipalité de San Andrés, dans l'archipel colombien de San Andrés et Providencia.

## Situation

### Carte des aéroports de Colombie
| \| 20 km1:4 119 000 \| Acandí Apartadó / Carepa Araracuara Arauca Armenia Bahía Solano Barrancabermeja Barranquilla / Soledad Bogota Bucaramanga · Lebrija Buenaventura Cali Carthagène · des Indes Corozal Cúcuta Florencia Guapi Ibagué Ipiales · Aldana La Chorrera La Pedrera Leticia Maicao Manizales Medellín Medellín O. H. Mitú Montería Neiva Nuquí Ocaña Pereira Popayán Providencia Puerto · Asís Puerto · Carreño Quibdó Riohacha San Andrés San José · del Guaviare San Juan · de Pasto San Vicente · del Caguán Santa Marta Saravena Tame Tumaco Valledupar Villavicencio Yopal |
| 20 km1:4 119 000 |

## Compagnies et destinations
| Compagnies     | Destinations                                                                               |
| -------------- | ------------------------------------------------------------------------------------------ |
| Avianca        | Bogota-El Dorado, Medellín-J. M. Córdova En saison: Cali-Alfonso-Bonilla-Aragón            |
| Copa Airlines  | Panama-Tocumen                                                                             |
| LATAM Colombia | Bogota-El Dorado, Cali-Alfonso-Bonilla-Aragón, Carthagène-R. Núñez, Medellín-J. M. Córdova |
| SATENA         | Providencia (en)                                                                           |
| Wingo          | Barranquilla-E. Cortissoz, Cali-Alfonso-Bonilla-Aragón, Carthagène-R. Núñez                |

Édité le 08/04/2018  Actualisé le 18/12/2023

## Statistiques
Pour des raisons techniques, il est temporairement impossible d'afficher le graphique qui aurait dû être présenté ici.

Voir la requête brute et les sources sur Wikidata.